# C/2024 G3 (ATLAS)
C/2024 G3 (ATLAS) は、2024年に発見された長周期彗星の一つである。近日点では太陽から約 0.09 au（約1400万 km）にまで接近することからサングレーザーに属する彗星の一つであり、2025年初頭に地球から観測される明るさが眼視等級に達した。メディアでは 2025年の大彗星 (Great comet of 2025) や、年明けから明るく観測されるようになったことに因んで New Year Comet という表現も用いられている。

## 発見
C/2024 G3 (ATLAS) は、2024年4月5日にチリのコキンボ州で行われた、口径 0.5 m の反射望遠鏡を用いた小惑星地球衝突最終警報システム (ATLAS-CHL) によるサーベイ観測から発見された。発見時は木星軌道のやや内側である、太陽から約 4.6 au（約6億9000万 km）離れた場所に位置しており、19等級程度の明るさで観測された。初めて観測された際にはすでに5秒角の大きさで見えるコマが発生していることが認められ、11日後の4月16日には南アフリカ共和国のケープ州で行われた観測で長さ7.5秒角の尾も確認された。彗星活動の確認を受けて、同年4月18日に小惑星センター (MPC) より発行された小惑星電子回報 (Minor Planet Electronic Circular) にて、正式に C/2024 G3 (ATLAS) と命名された。

## 軌道
C/2024 G3 (ATLAS) は、オールトの雲から飛来したと考えられている長周期彗星であるとされている。発見当初は絶対等級 (H) が9等級程度と非常に暗かったため、軌道計算の結果では、2025年1月13日に近日点である太陽から約 0.09 au（約1400万 km）の距離にまで接近するサングレーザーとされるも、彗星核の崩壊を起こさずに無事に近日点を通過することができない可能性があると考えられていた。しかしその後の軌道の精査により、この彗星が以前にも近日点を通過して太陽へ接近した可能性が指摘されており、力学的に古い彗星であることが示されている。また、更なる観測により絶対等級 (H) が以前考えられていた推定よりも明るい7等級程度と見積もられるようになり、絶対等級 (H) が明るい彗星ほど近日点を通過できる可能性が高くなるという経験則であるボートルの限界に基いて、C/2024 G3 (ATLAS) が彗星核の崩壊を起こさずに近日点を通過できる可能性が見込めるようになった。
一部のメディアでは、太陽へ接近する前の軌道計算の結果から C/2024 G3 (ATLAS) を16万年に1度ごとに太陽へ接近する彗星と報じているが、これは長期的に見れば誤りであり、JPL Horizons On-Line Ephemeris System による2025年1月14日時点の長期的な軌道計算に基づくと、太陽への接近から十分な時間が経過したころには太陽からの遠日点距離が接近前の2倍以上、公転周期が約60万年となる軌道へ変化することが示されている。太陽に接近している頃の時期を元期とした軌道要素に基づくと、軌道の離心率が1を超える双曲線軌道を持つ非周期彗星となっているが、これも一時的なものであり、太陽への接近の遥か前と遥か未来における軌道離心率はわずかに1を下回る楕円軌道となっており、太陽からの重力に緩く束縛された長周期彗星であると求められている。
| 元期 （時刻はいずれもUTCにおける0時0分）    | 軌道の種類 | 軌道離心率 | 公転周期 （年） | 遠日点距離 （au） |
| ------------------------------------------- | ---------- | ---------- | --------------- | ----------------- |
| 1800年1月1日 (TDB 2378496.5)                | 楕円軌道   | 0.999970   | 180,535         | 6391.25           |
| 2022年1月13日 (TDB 2459592.5)               | 楕円軌道   | 0.999967   | 153,913         | 5746.39           |
| 2023年1月13日 (TDB 2459957.5)               | 楕円軌道   | 0.999964   | 137,700         | 5335.39           |
| 2024年1月13日 (TDB 2460322.5)               | 楕円軌道   | 0.999963   | 131,926         | 5185.18           |
| 2025年1月13日 (TDB 2460688.5、近日点通過日) | 双曲線軌道 | 1.011155   | 定義不能        | 定義不能          |
| 2026年1月13日 (TDB 2461053.5)               | 楕円軌道   | 0.999976   | 241,670         | 7762.98           |
| 2027年1月13日 (TDB 2461418.5)               | 楕円軌道   | 0.999983   | 392,115         | 10719.07          |
| 2028年1月13日 (TDB 2461783.5)               | 楕円軌道   | 0.999985   | 464,573         | 12001.94          |
| 2200年1月1日 (TDB 2524593.5)                | 楕円軌道   | 0.999987   | 599,998         | 14233.63          |

## 観測

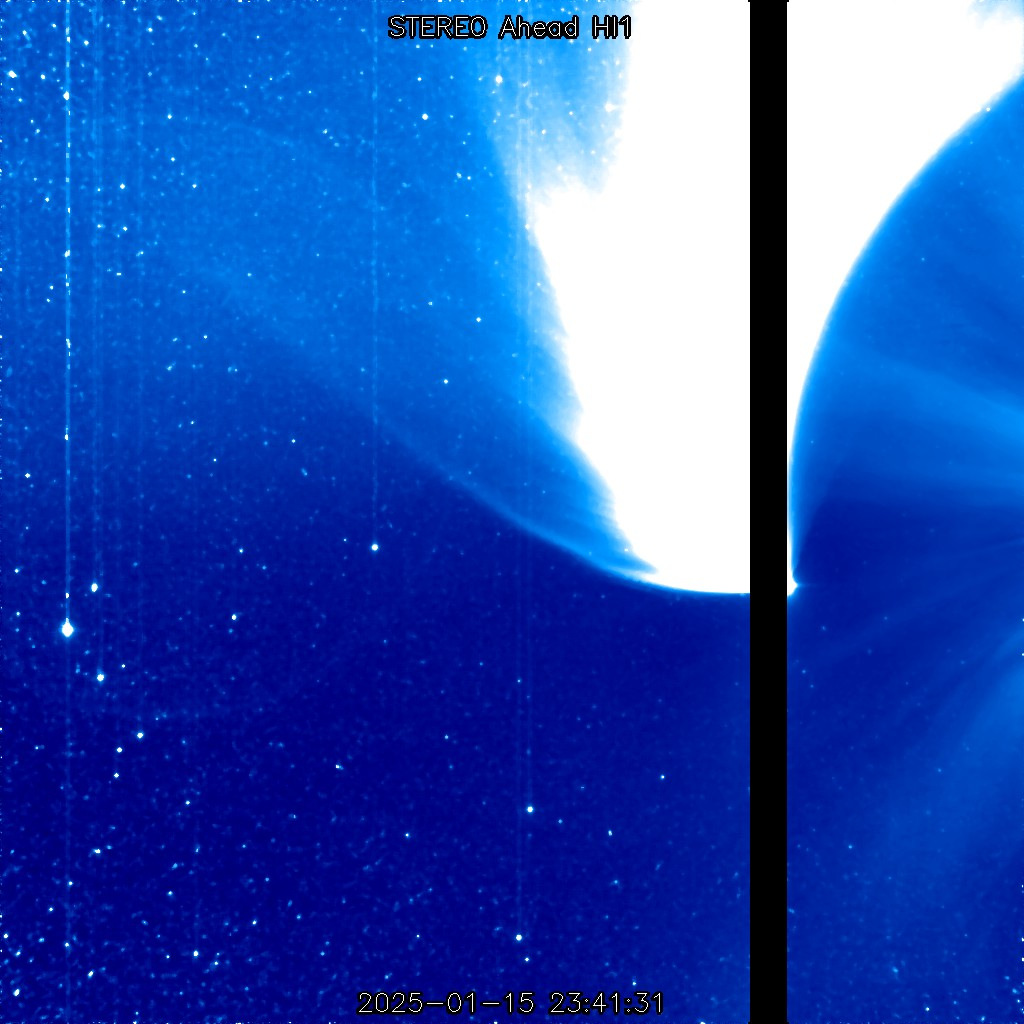
太陽観測衛星STEREO-Aの観測視野に映る C/2024 G3 (ATLAS) の画像

彗星観測データベース (Comet Observation Database, COBS) に報告された観測結果では、2024年12月末頃には眼視等級（6等級）に達した。その後も C/2024 G3 (ATLAS) は増光を続け、年が明けた2025年1月2日には天体観測家のテリー・ラヴジョイによって彗星の急激な増光（アウトバースト）が発生したと報告され、このときに肉眼での明るさは3.2等級に達したとされる。翌1月3日にオーストラリアで行われた観測では2.4等級にまで明るくなったことが天文電報中央局 (CBAT) に報告されており、1月7日頃には見かけの明るさは1等級となり、約20分角の長さの尾が観測されるようになった。1月10日には宇宙飛行士のイヴァン・ヴァグナー、その翌日には同じく宇宙飛行士であるドナルド・ペティによって国際宇宙ステーション (ISS) から大きな尾を伸ばしている C/2024 G3 (ATLAS) の様子が撮影されている。
1月11日から1月15日にかけて、C/2024 G3 (ATLAS) は太陽観測衛星SOHOのコロナグラフ観測機器である「LASCO C3」の視野内に映るようになった。この観測視野内に映っている間に C/2024 G3 (ATLAS) は近日点を通過したが、その際の明るさは-4等級に達した。近日点通過前後の期間は昼間でも写真に収めることができるほど明るくなり、肉眼でも見えると報告された。これにより、C/2024 G3 (ATLAS) は1927年のシェレルプ・マリスタニー彗星 (C/1927 X1) 、1965年の池谷・関彗星 (C/1965 S1)、1976年のウェスト彗星 (C/1975 V1)、2007年のマックノート彗星 (C/2006 P1) に続き、過去100年間で昼間に肉眼で観測された5番目の彗星となった。南半球側から太陽へ接近する軌道であったため、近日点通過の前後でも北半球の中緯度から観測した際の高度は非常に低く、市民薄明終了時の地平線からの高度はわずか2度であった。
近日点通過後、彗星は再び南半球で良く観測できるようになった。肉眼でも明確に観測できるようになり、2025年1月18日には尾の長さが4度と報告され、見かけの明るさは-0.9等級と推定された。しかし、その翌日の1月19日にハンガリーの天体写真家である Lionel Majzik は、尾の中に明るい流れが現れて彗星の先端部が目立たなくなったことを報告し、先端部にある核が崩壊した可能性があることを示した。これ以前にも1月12日に核が分裂したとみられる様子が鳥取市さじアストロパークでの観測から記録されており、核が崩壊した正確な原因ははっきりしていないが、近日点付近を通過中に受けた太陽からの熱による強烈な加熱によって核から物質とガスの激しい放出が起こり、最終的に核が分裂して断片化につながった可能性が高いとみられている。それにもかかわらず、C/2024 G3 (ATLAS) は尾の形を維持し続け、2011年に同様の事例が観測されたサングレーザーであるラヴジョイ彗星 (C/2011 W3) と似た「頭のない」彗星となった。その後は次第に暗くなっていき、2025年1月末時点で肉眼での見かけの明るさは4.5等級程度となった。
彗星核の崩壊が発生しない場合においてどこまで明るくなるかの予測には差があり、彗星観測家の吉田誠一は-2等級程度、天文学者の Gideon van Buitenen は、彗星が太陽と地球の間に入り込むことによる前方散乱の影響も考慮して-4等級程度にまで明るくなると予測した。楽観的な予測では-4.5等級まで明るくなり、近日点を通過した1月末になっても5等級程度と、双眼鏡などを用いれば容易に観測できる明るさを維持しているとも予測されている。近日点通過時は C/2024 G3 (ATLAS) は非常に太陽に接近しているため、この時の地球から観測した際の太陽からの離角はわずか5度しかなかった。

## 画像

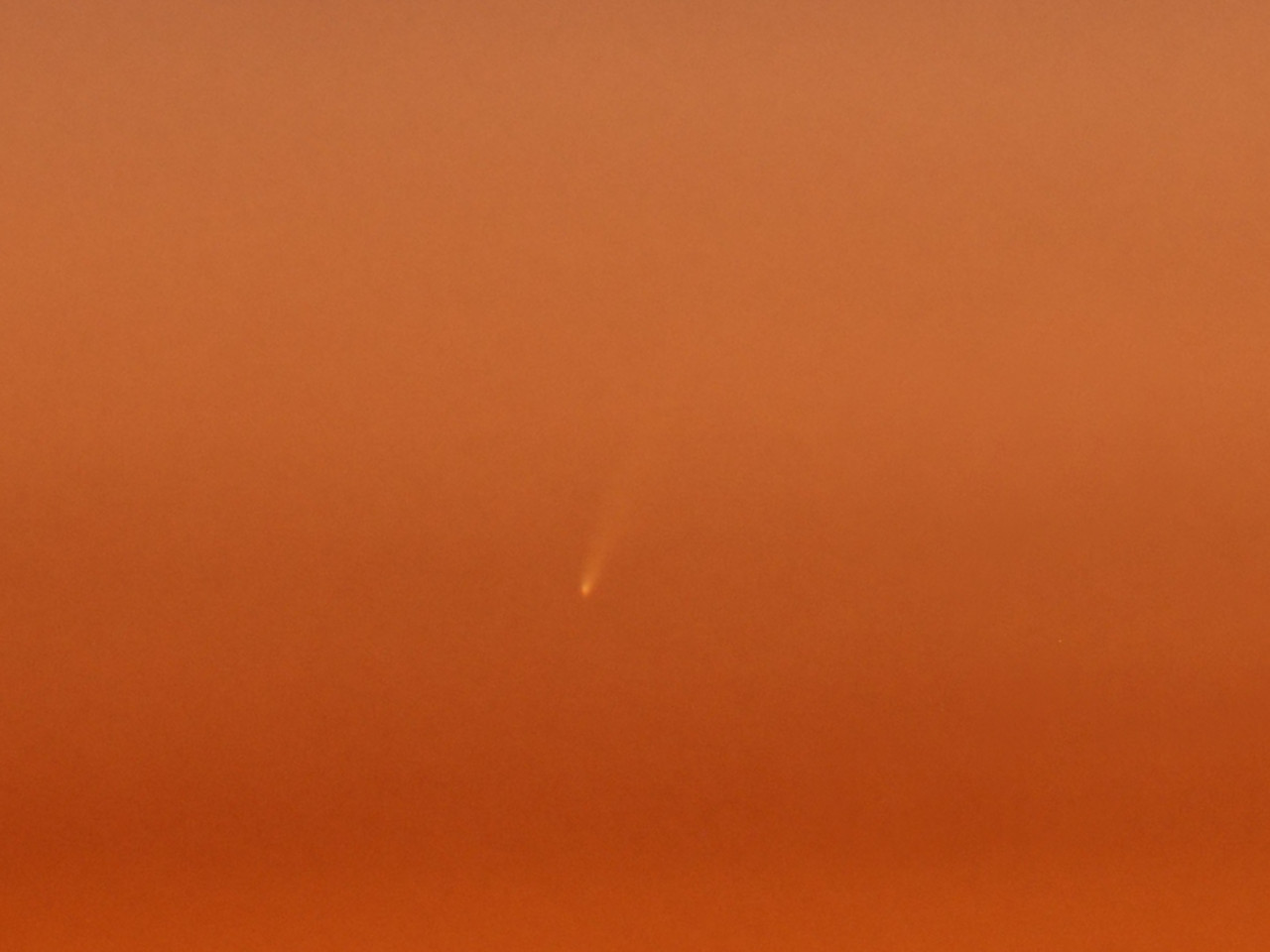
1月11日にギリシャのクレタ島で撮影
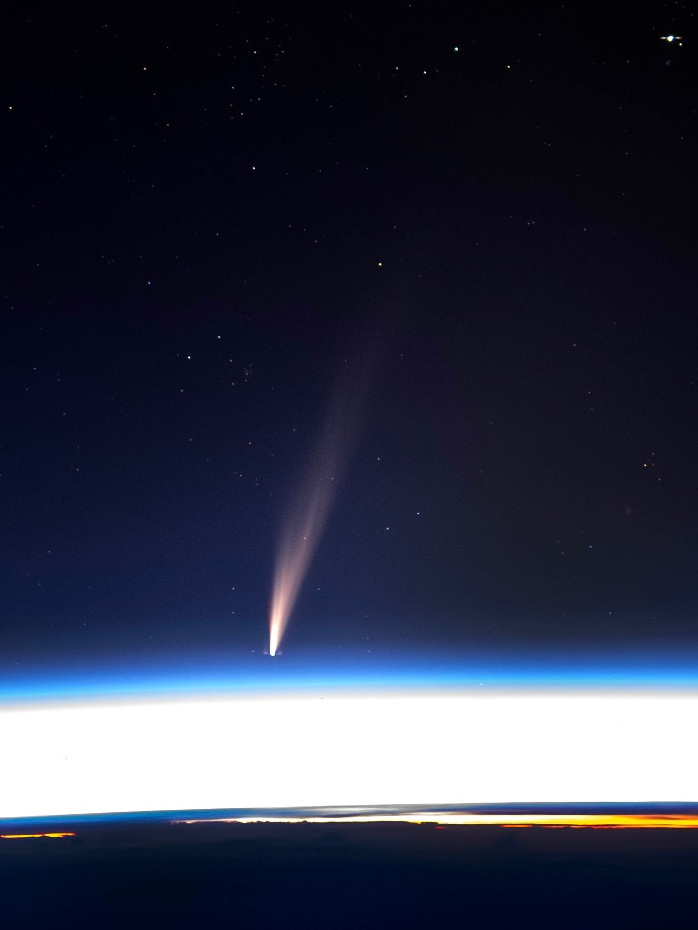
宇宙飛行士のドナルド・ペティが1月11日に国際宇宙ステーションで撮影
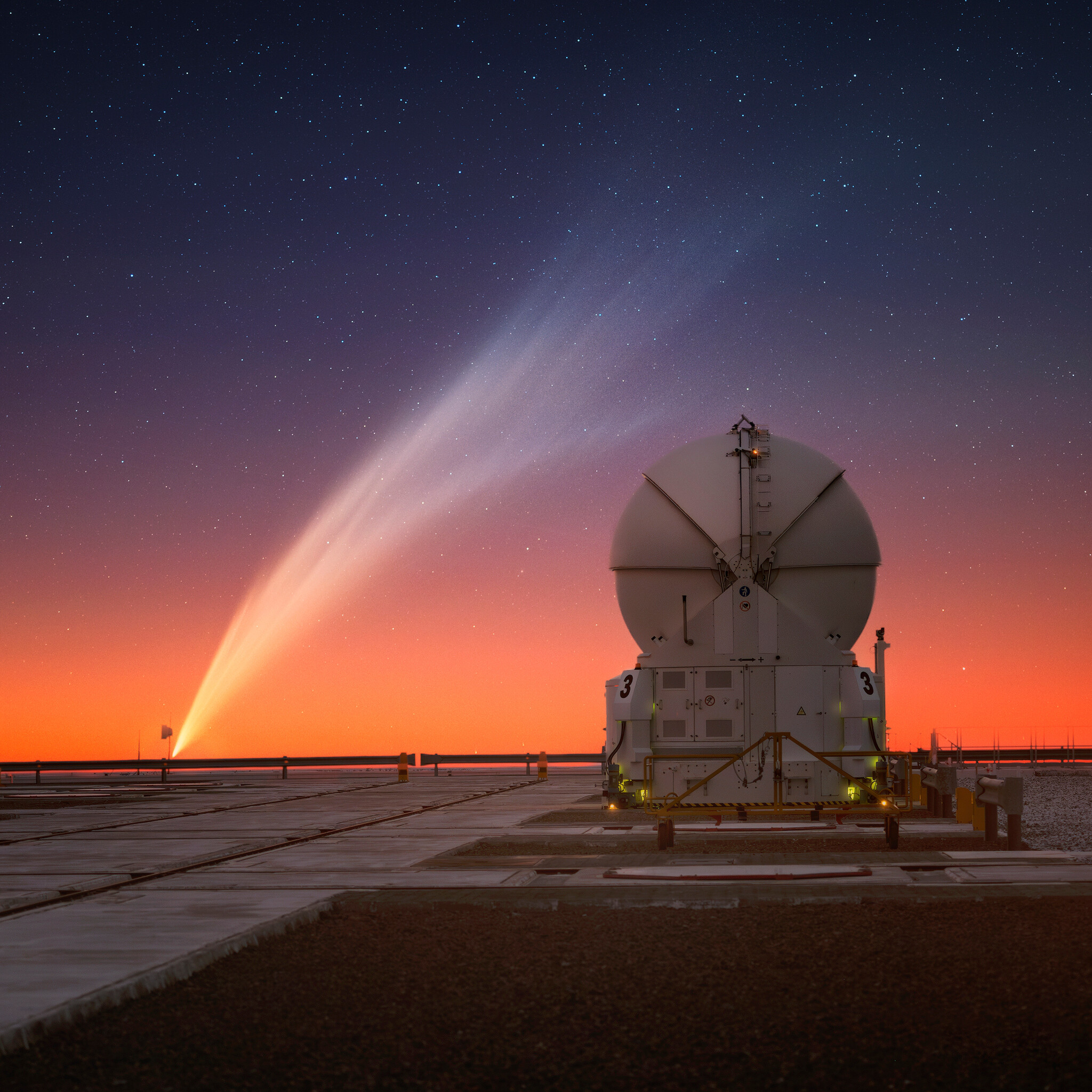
1月19日にチリのパラナル天文台で撮影
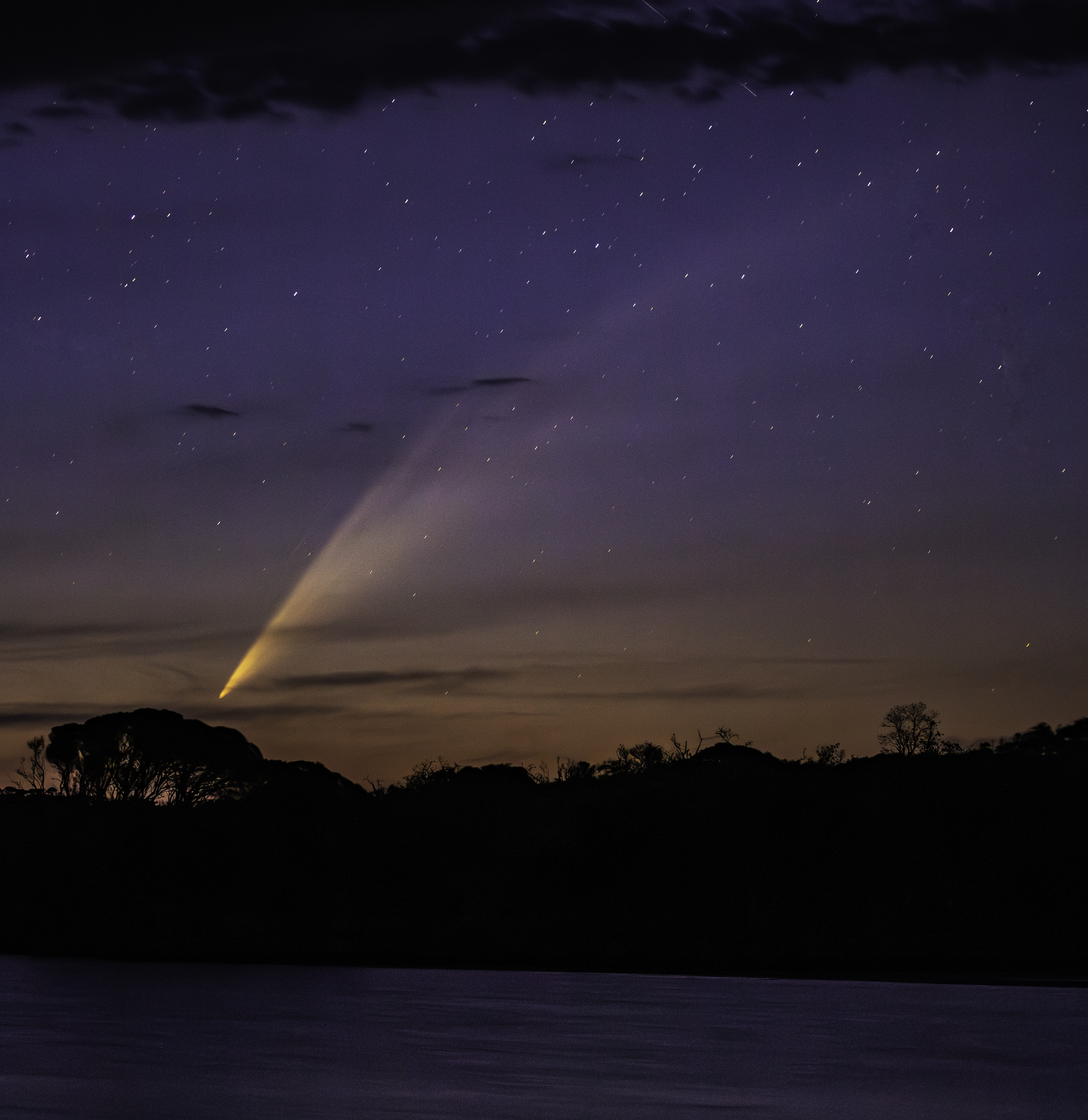
1月21日にオーストラリア・ビクトリア州のマラコータ（英語版）で撮影
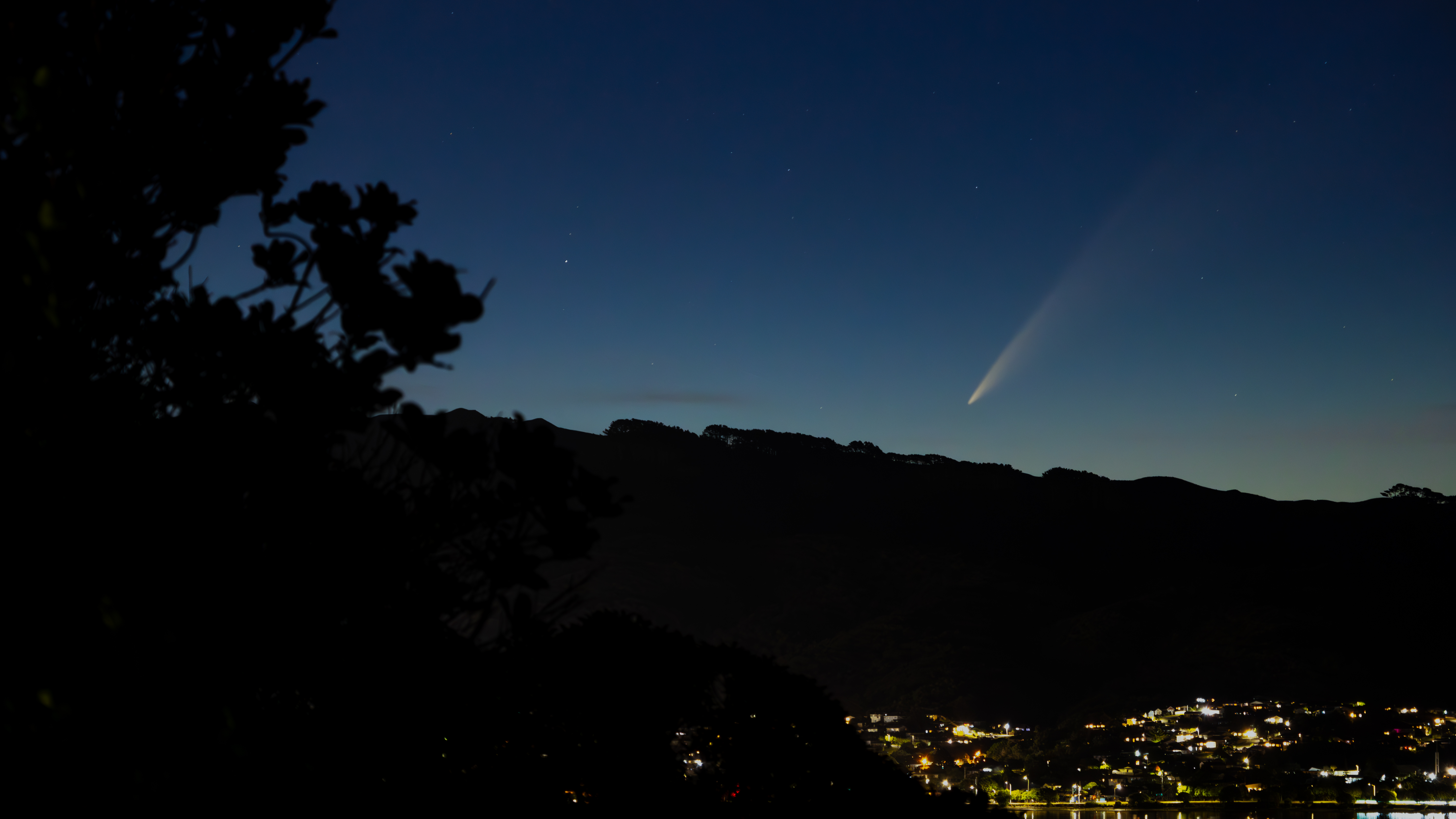
1月21日にニュージーランドのポリルア（英語版）で撮影
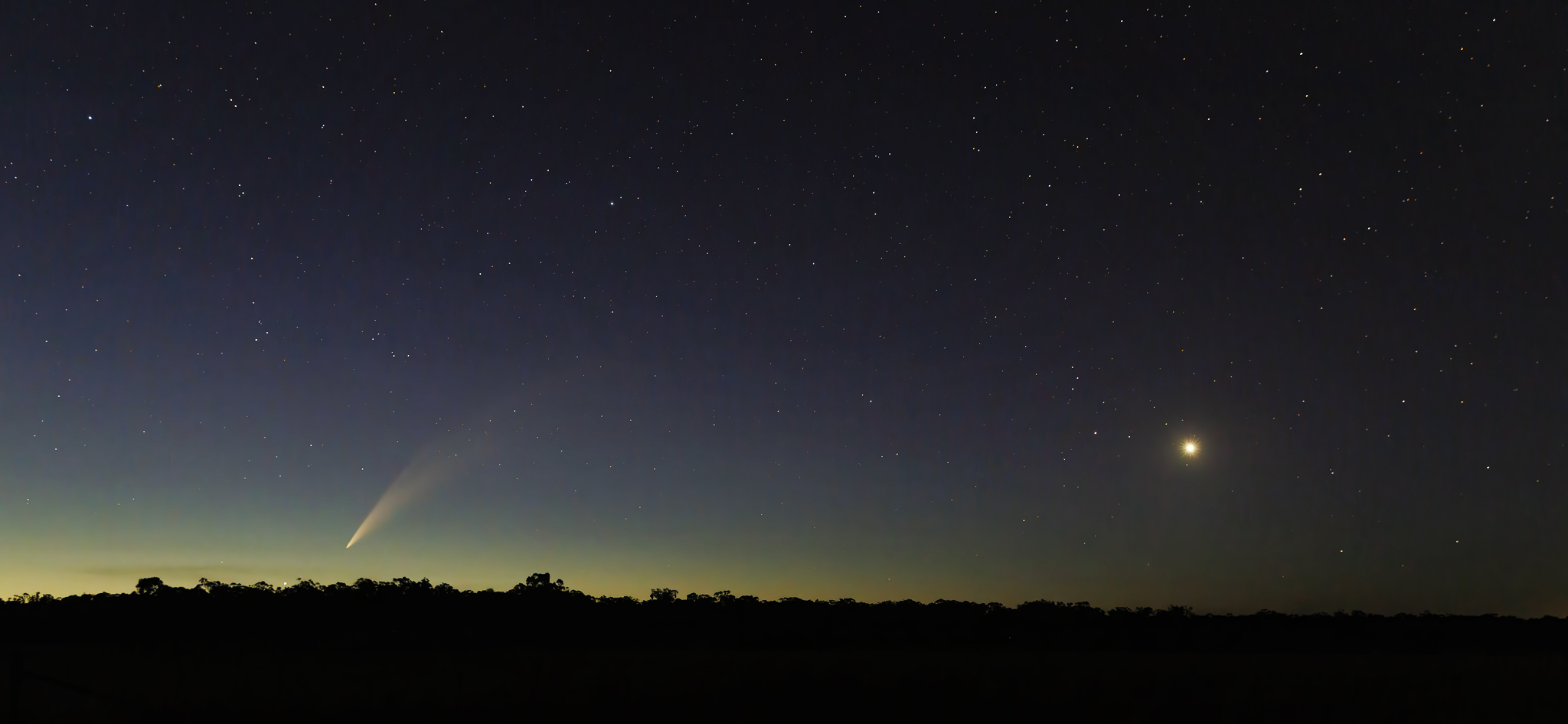
1月22日にオーストラリア・ビクトリア州のニューステッド（英語版）で撮影、右に明るく見えているのは金星
1月29日にチリのパラナル天文台で撮影